# Кристи, Михаил Константинович
Михаил Константинович Кристи (13 марта 1890, г. Елец, Орловская губерния, Российская империя — 17 октября 1965, Москва, СССР) — советский учёный в области гусеничных машин, член-корреспондент Академии артиллерийских наук (14.04.1947), заслуженный деятель науки и техники РСФСР (1965), лауреат Сталинской премии (1946), профессор (1935).

## Биография
Родился 13 марта 1890 года в городе Елец, ныне Липецкой области в дворянской семье. В 1907 году после окончания Орловского кадетского корпуса поступил в Московское императорское техническое училище. В 1912 году работал гидротехником Донского землеустроительного комитета в Новочеркасске. В 1913—1914 гг. — монтёром, электротехником и живописцем Электротехнической конторы Всероссийского — земского союза. Одновременно занимался репетиторством в Москве. В 1914—1917 гг. — шофёр-инструктор, помощник заведующего технической организацией Всероссийского земского союза. В 1915 году окончил теоретический курс Московского императорского технического училища и взял задание на дипломный проект. Тема дипломного проекта в МВТУ «Трактор типа Фордзон». В 1917—1918 гг. — лаборант лаборатории двигателей Московского высшего технического училища. В апреле-декабре 1919 года — преподаватель автошколы в Новочеркасске, а в 1920 году — инспектор Донской областной автомобильной секции.
Научно-инженерную деятельность начал в Научном автомоторном институте: в 1921—1932 гг. — лаборант, помощник заведующего, заведующий тракторным отделом Научно-тракторного института в Москве. Одновременно научно-инженерную деятельность совмещал с педагогической работой. В 1923—1927 гг. — преподаватель курсов автодела в Москве; в 1926—1928 гг. — преподаватель Московского тракторного техникума; в 1929—1930 гг. — доцент Московского высшего технического училища им. Н. Э. Баумана; в 1930—1932 гг. — профессор, заведующий кафедрой, заведующий отделом технической эксплуатации Московского механического института им. М. В. Ломоносова. В Красной армии служил с июля 1932 года по май 1935 года — старшим преподавателем Военной академии механизации и моторизации РККА им. И. В. Сталина. В 1935—1938 гг. — научный редактор Технической энциклопедии по отделу «Автомобили, тракторы и танки». В 1938—1965 гг. — заведующий кафедрой гусеничных машин танкового факультета МВТУ им. Н. Э. Баумана. Одновременно в 1935—1941 гг. — консультант Всесоюзного института сельскохозяйственного машиностроения и Московского института механизации и электрификации сельского хозяйства, а в 1944—1959 гг. — консультант Научного автотракторного института.
Виднейший специалист в области теории, конструирования и расчета тракторов, танков и самоходных артиллерийских установок. Автор более 50 научных работ и изобретений. Сформулировал главные положения теории гусеничных машин, дал глубокий анализ процесса поворота, выявил специфическое влияние гусеничного движителя на работу механизмов трансмиссии. Подготовил 32 аспиранта и адъюнкта.
Дочь Диффинэ Валентина Михайловна (урожд. Кристи; 1918—2010) — советская и российская художница, представительница «Московской живописной школы». В дальнейшем развила свой индивидуальный стиль, названный впоследствии искусствоведами «духовным импрессионизмом».
Умер 17 октября 1965 года. Похоронен на Введенском кладбище в Москве.

## Основные работы
- Руководство по трактору «Коммунар». Модель 35/50. М.: Книгосоюз, 1929. 103 с.;
- Испытание гусеничных машин. Краткий курс. М.: ВА механизации и моторизации РККА, 1933. 65 с.;
- Танки. Основы теории и расчета. М.: Акад. механизации, 1937. 436 с.;
- Теория танков. М.: Акад. механизации, 1939;
- Теория, конструкция и расчет тракторов: Учебник. М.: Мащгиз, 1940. 520 с. (соавтор Д. К. Карельских);
- Атлас конструкций советских тракторов. Часть I и II. М.: Машгиз, 1952 (соавтор Малаховский В. Э.). Ч. I. Шасси. 151 с.;
- Ч. И. Двигатели. 84 с.; Новые механизмы трансмиссий. М.: Машиностроение, 1967. 216 с. (соавтор Красненьков В. И.);
- Исследование подвески артиллерийской системы путем стендовых испытаний // Известия ААН. 1952. № 29. С. 133—143 (соавтор Ротенберг Р. В.);
- Прогрессивная трансмиссия для артиллерийских тягачей // Труды Академии артиллерийских наук. 1953. Том IV. С. 95-123.